# Eleição presidencial no Equador em 2021
O primeiro turno da eleição presidencial no Equador em 2021 ocorreu em 7 de fevereiro, e o segundo turno ocorreu em 11 de abril. Com 52,36% dos votos, os equatorianos elegeram Guillermo Lasso como o presidente do país, cujo mandato se prolongará de maio de 2021 a maio de 2025. As eleições legislativas ocorreram em simultâneo, sendo eleitos os integrantes do Parlamento Andino e da Assembleia Nacional. 
O presidente Lenín Moreno, eleito em 2017, não se candidatou à reeleição. De acordo com as pesquisas de opinião realizadas durante a campanha, os três principais candidatos eram os ex-ministros Andrés Arauz e Guillermo Lasso, além do ex-prefeito Yaku Pérez. Arauz escolheu como candidato a vice-presidente Rafael Correa, ex-presidente do país não poderia ser candidato a presidente por já ter cumprido dois mandatos. Também foi impedido de disputar a vice-presidência devido à condenação criminal por corrupção.
No primeiro turno, Arauz foi o candidato mais votado com 32,7% dos votos, seguido por Lasso, com 19,7% e Pérez, com 19,4%. Já no segundo turno, Lasso venceu Arauz, derrotando pela primeira vez em quinze anos um candidato do Correísmo.

## Contexto

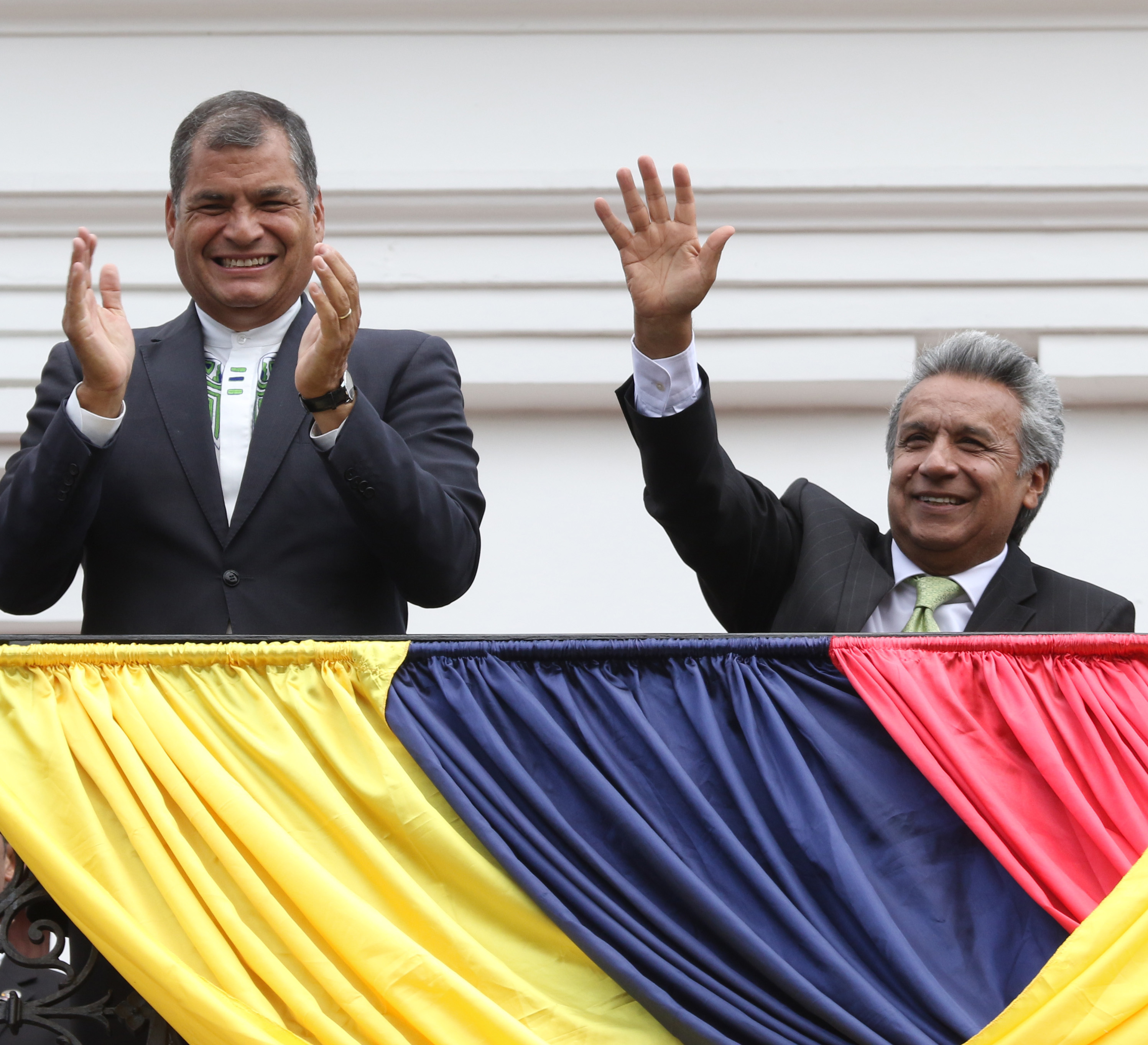
O presidente Rafael Correa na posse de seu sucessor Lenín Moreno, em 2017

Em 2017, o presidente Rafael Correa era inelegível por ter cumprido dois mandatos. Durante seu governo, Correa registrou altos índices de aprovação, na maior parte superiores a 60%, mas a avaliação positiva diminuiu com o término de seu mandato. Apesar disso, o candidato governista, Lenín Moreno, elegeu-se no segundo turno, derrotando Guillermo Lasso por uma pequena margem: 51,16-48,84%. Lasso inicialmente contestou os resultados, mas posteriormente reconheceu a vitória de Moreno, que foi empossado em 24 de maio de 2017.
Moreno rompeu com Correa ainda no primeiro ano de seu mandato, acusando o antecessor de corrupção e má gestão fiscal. Além de Correa, o presidente também rompeu com a esquerda em geral, realizando uma gestão com inspiração liberal em termos econômicos. Em 2019, protestos em massa ocorreram no país contra o cancelamento dos subsídios aos combustíveis e outros ajustes econômicos, denunciados pela oposição como austeridade. Em 2020, a popularidade de Moreno caiu para 18% e ele decidiu não ser candidato a um segundo mandato. Nenhum postulante à presidência em 2021 quis o apoio de Moreno.
Em 2018, os eleitores decidiram, em um referendo, impedir que um presidente fosse reeleito mais de uma vez. Na época, especulava-se que Correa poderia ser novamente candidato à presidência e a convocação do referendo por Moreno foi classificado pelo Deutsche Welle como o "ápice da ruptura" entre ambos; Correa chamava o sucessor publicamente de "traidor" e "impostor profissional". Correa apresentou-se então como candidato a vice de seu antigo ministro Andrés Arauz, mas sua condenação por corrupção forçou sua substituição na chapa.

## Processo eleitoral
O presidente da República é eleito por sufrágio universal, com o voto sendo obrigatório, para um mandato de quatro anos, sendo-lhe facultado uma reeleição. O país utiliza um sistema de dois turnos modificado: para ser eleito no primeiro turno, requer-se que um candidato alcance mais de 50% dos votos válidos ou 40% e uma diferença de ao menos 10% em relação ao segundo colocado. No primeiro turno, os eleitores elegeram ainda seus representantes no Parlamento Andino e na Assembleia Nacional.

## Candidatos
Para a eleição de 2021, houve um recorde de dezesseis candidatos à presidência. Os seguintes candidatos registraram mais de 5% dos votos no primeiro turno:
| Candidato a presidente, idade, partido político | Candidato a presidente, idade, partido político | Candidato a presidente, idade, partido político | Último cargo público           | Candidato a vice-presidente | Detalhes |
| ----------------------------------------------- | ----------------------------------------------- | ----------------------------------------------- | ------------------------------ | --------------------------- | --- |
| Andrés Arauz 36 anos Unión por la Esperanza     | Andrés Arauz                                    |                                                 | Ministro de Estado (2015-2017) | Carlos Rabascall            | Economista formado pela Universidade de Michigan, trabalhou como assessor do Ministério de Coordenação da Política Econômica, de 2007 a 2009. Ingressou no Banco Central em 2009, sendo seu diretor-geral bancário entre 2011 e 2013. Em 2015, foi nomeado por Correa como ministro de Estado, na pasta de Coordenação e Talento Humano. Socialista, integra o conselho diretivo da Internacional Progressista. Em agosto de 2020, Arauz foi formalizado como candidato à presidência e Correia à vice-presidência. No mês seguinte, Correia declarado inelegiível diante de sua condenação por corrupção. Arauz então escolheu o jornalista Carlos Rabascall como candidato a vice.                              |
| Guillermo Lasso 65 anos Creando Oportunidades   | Guillermo Lasso                                 |                                                 | Ministro de Estado (1999)      | Alfredo Borrero             | Empresário, foi diretor de operações da Coca-Cola no país. Em 1994, se tornou diretor do Banco Guayaquil, cargo que ocupou até 2012. Nomeado governador de Guayas em 1998, exerceu o cargo até o ano seguinte, quando foi designado "superministro" da Economia, mantendo-se no cargo por apenas um mês. No governo de Lucio Gutiérrez, desempenhou funções diplomáticas nos Estados Unidos. Em 2013, alcançou a segunda colocação na eleição presidencial com 22,68%, atrás de Correa. No pleito seguinte, foi derrotado no segundo turno, com 48,84%. O movimento político do qual faz parte se declarou liberal em termos econômicos e socialmente conservador.                                                |
| Yaku Pérez 52 anos Pachakutik                   | Yaku Pérez                                      |                                                 | Prefeito de Azuay (2019-2020)  | Virna Cedeño                | Dirigente indígena, concluiu doutorado pela Universidade Católica de Cuenca. Iniciou sua carreira política como vereador de Cuenca. Em 2003, foi designado presidente da Federação de Organizações Indígenas e Campesinas de Azuay. Eleito governador de Azuay em sua terceira tentativa, renunciou ao cargo em 2020 para disputar a presidência. Foi um opositor ao governo Correa e em 2017 optou por apoiar Lasso no segundo turno, declarando ser "preferível um banqueiro a uma ditadura." Foi um dos principais líderes dos protestos contra o governo Moreno em 2019. Pérez rechaçou o rótulo de comunista, afirmando que acreditava em uma "esquerda de vanguarda, fundada em alguns valores ancestrais." |
| Xavier Hervas 48 anos Izquierda Democrática     | Xavier Hervas                                   |                                                 | Empresário                     | María Calderón              | Estudou no exterior e graduou-se em engenharia de produção agroindustrial. Empresário, mantinha ações em sete empresas do setor agrícola. Participou de um processo eleitoral como candidato pela primeira vez. Na campanha à presidência, buscou romper o que considerava ser um clima de confronto estabelecido no país nas últimas décadas entre a esquerda liderada por Correa e a direita conservadora, representada por Lasso. Tentou mobilizar sobretudo os mais jovens, acreditando que os eleitores estavam cansados de políticos tradicionais. Declarou-se como de centro-esquerda e propôs enfatizar a "reativação econômica."                                                                         |

Também foram candidatos:

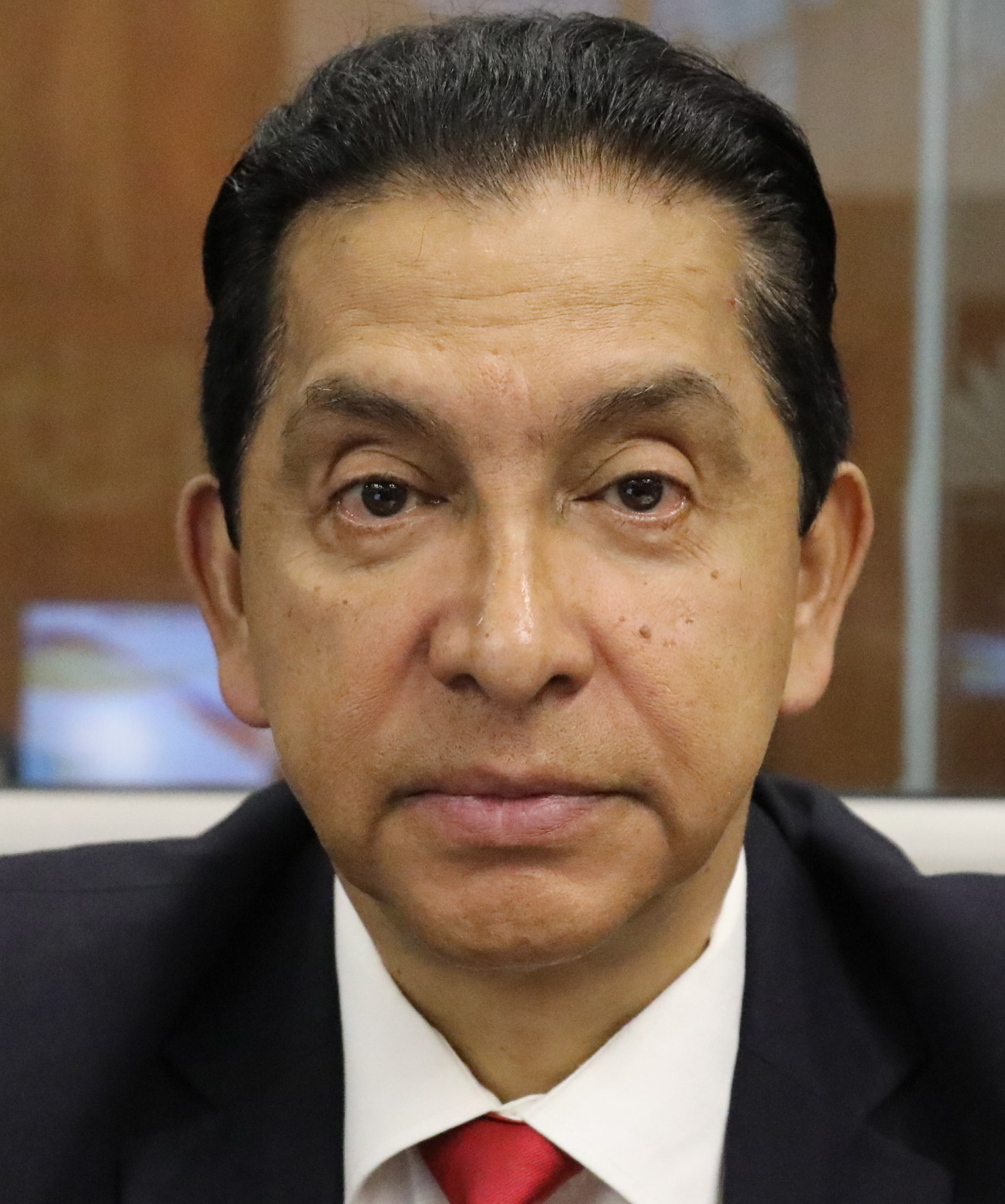
Lucio Gutiérrez
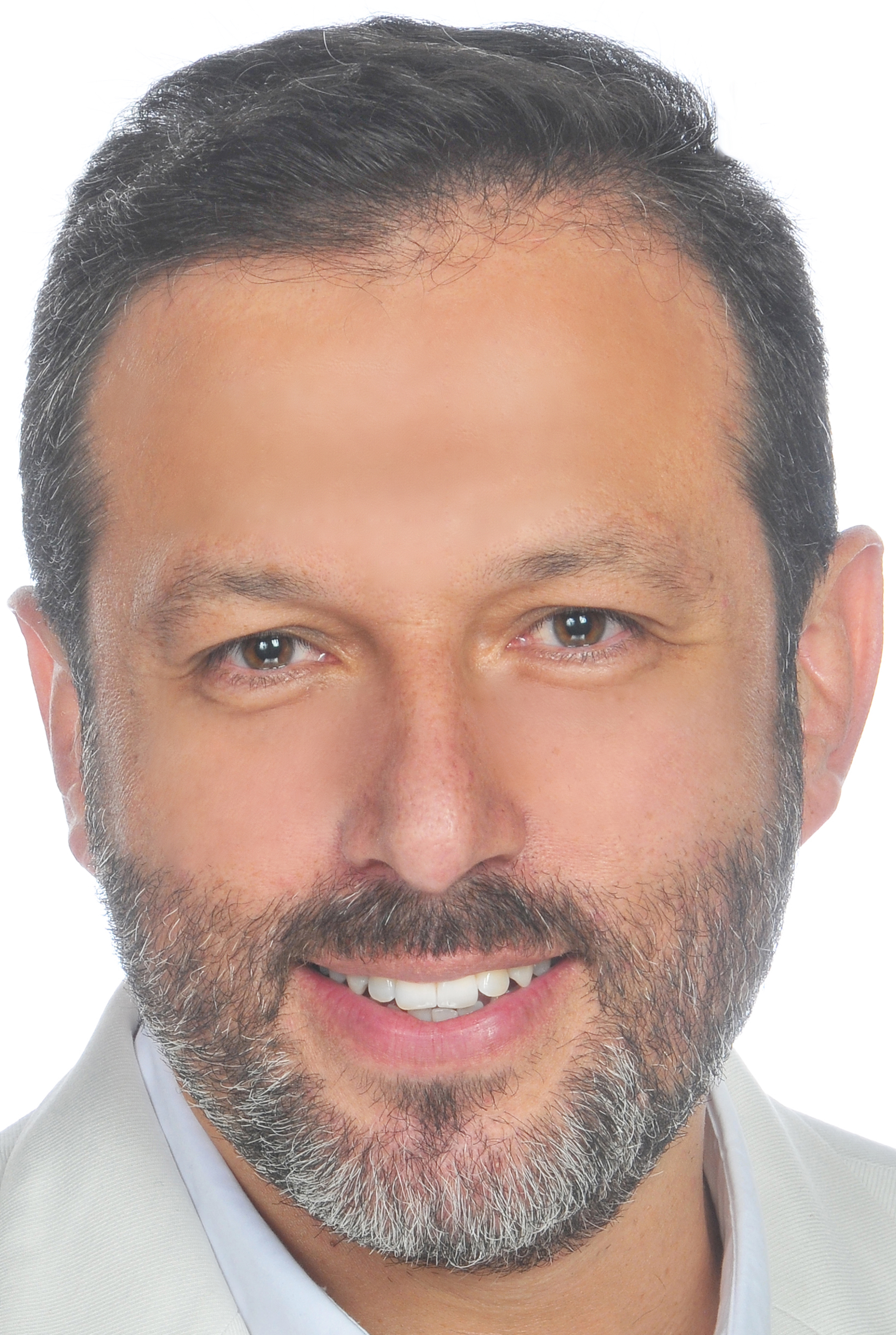
Gerson Almeida
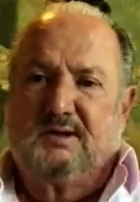
Isidro Romero
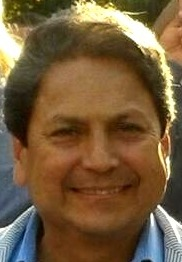
Carlos Sagnay
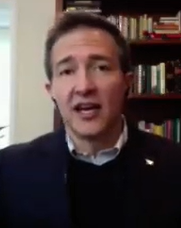
Pedro Freile Vallejo
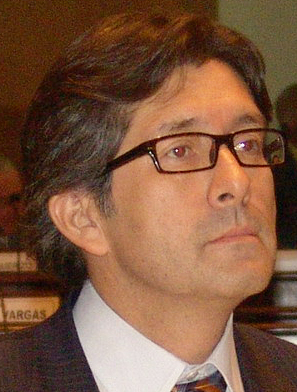
César Montúfar
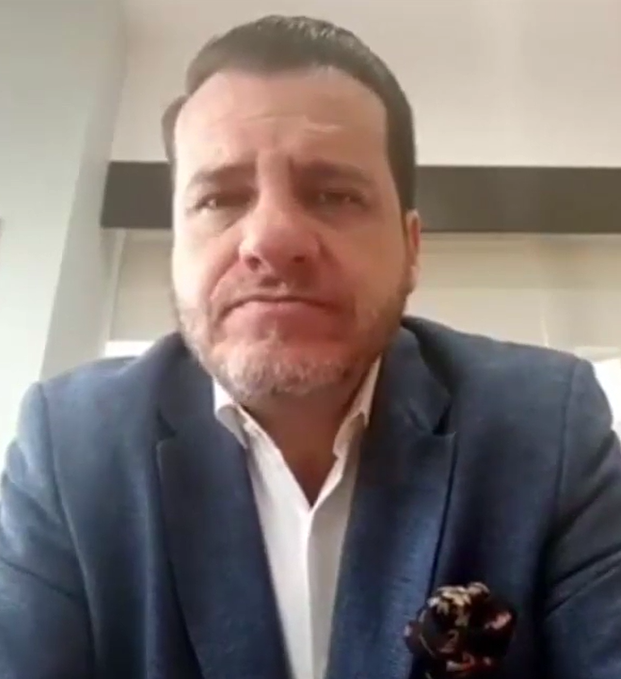
Giovanny Andrade Salvador
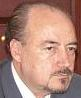
Gustavo Larrea
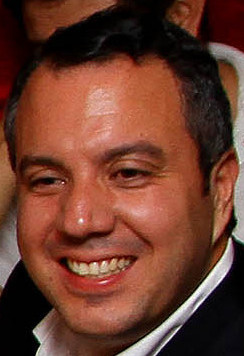
Guillermo Celi
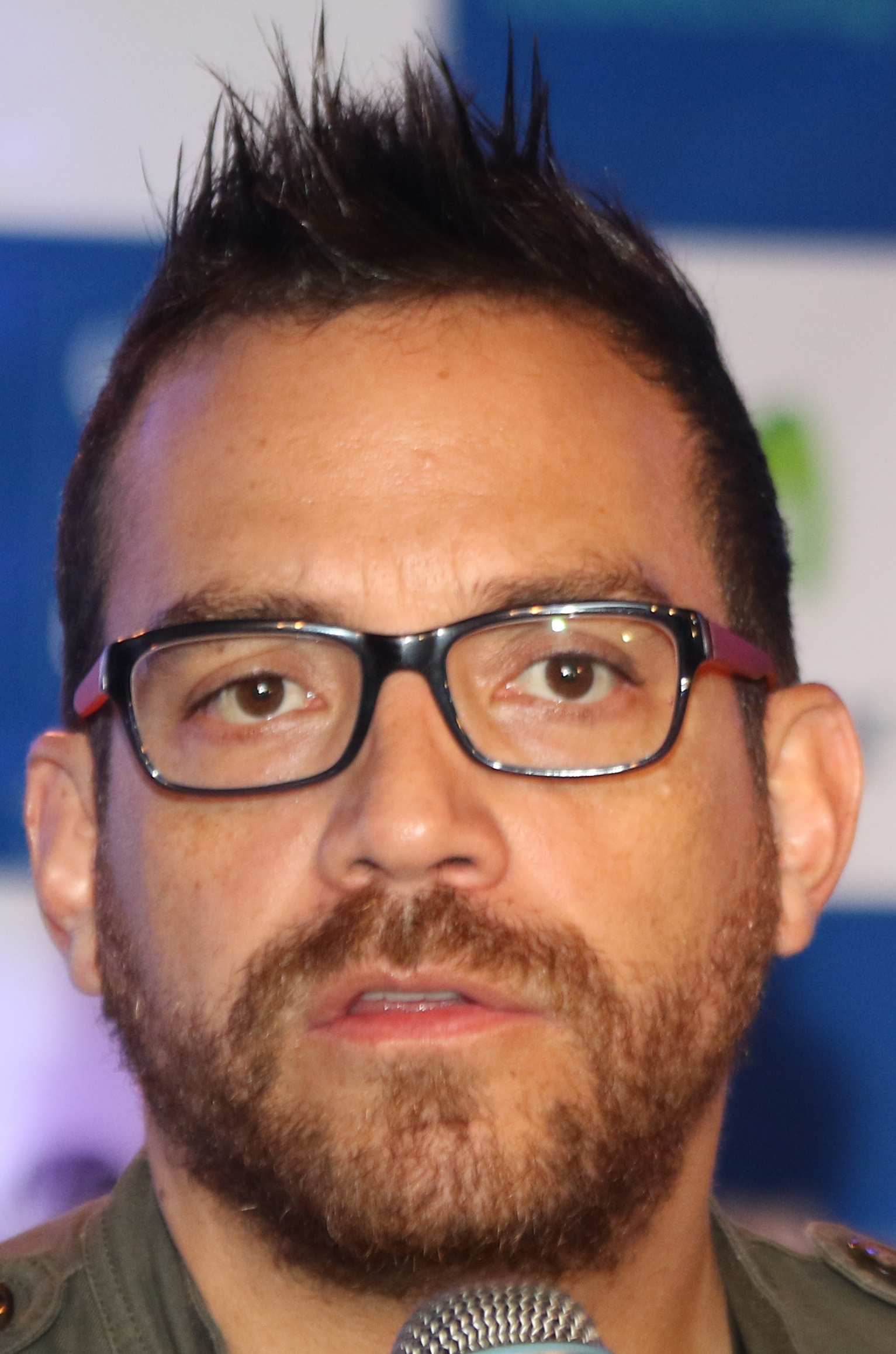
Juan Fernando Velasco
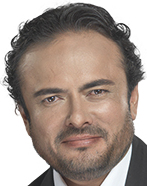
Paúl Carrasco
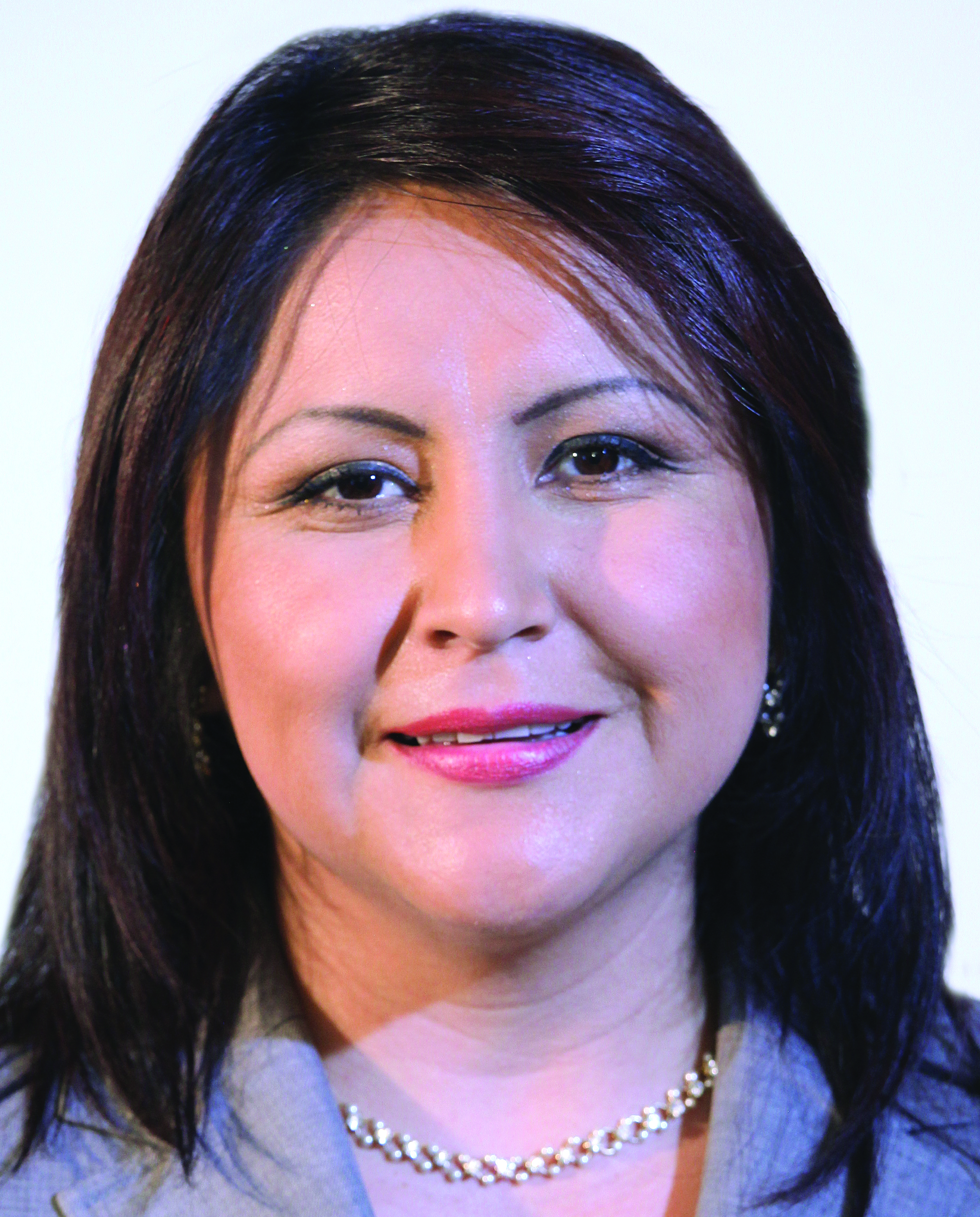
Ximena Peña

## Resultados

Mapa dos resultados do primeiro turno.

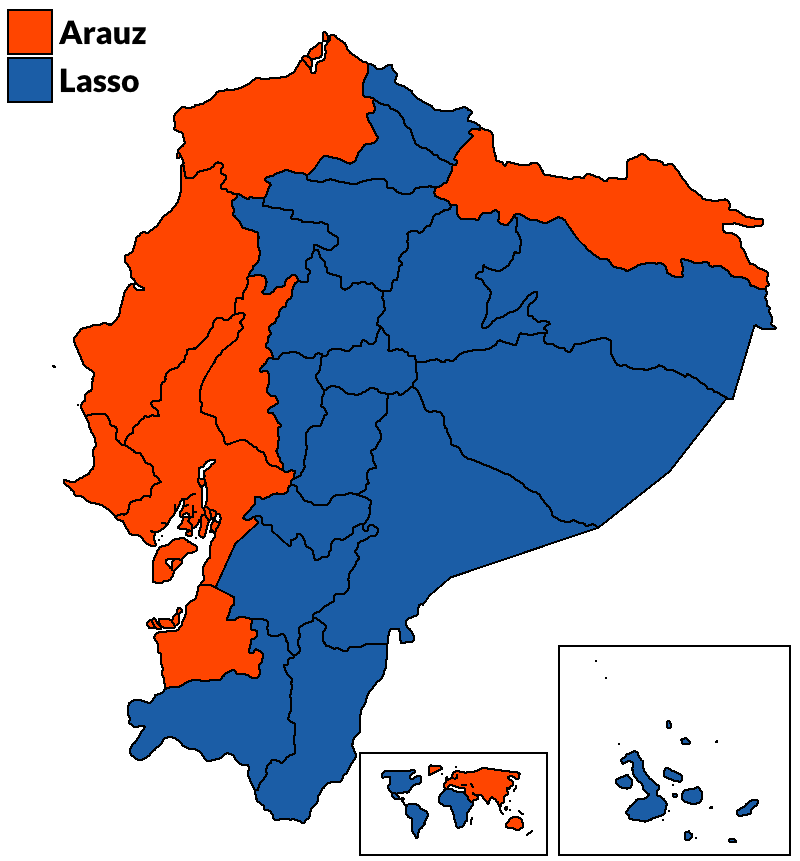
Mapa dos resultados do segundo turno.

| Candidato(a)              | Vice                         | 1º turno  | 1º turno    | 2º turno       | 2º turno       |
| Candidato(a)              | Vice                         | Votação   | Votação     | Votação        | Votação        |
| Candidato(a)              | Vice                         | Total     | Percentagem | Total          | Percentagem    |
| ------------------------- | ---------------------------- | --------- | ----------- | -------------- | -------------- |
| Guillermo Lasso           | Alfredo Borrero              | 1 818 049 | 19,72       | 4 653 435      | 52,36          |
| Andrés Arauz              | Carlos Rabascall             | 3 012 449 | 32,68       | 4 233 332      | 47,64          |
| Yaku Pérez                | Virna Cedeño                 | 1 789 991 | 19,42       | Não participou | Não participou |
| Xavier Hervas             | María Calderón               | 1 448 687 | 15,71       | Não participou | Não participou |
| Pedro Freile Vallejo      | Byron Solís Figueroa         | 192 019   | 2,08        | Não participou | Não participou |
| Isidro Romero Carbo       | Sofía Merino                 | 171 287   | 1,86        | Não participou | Não participou |
| Lucio Gutiérrez           | David Norero                 | 164 021   | 1,78        | Não participou | Não participou |
| Gerson Almeida            | Martha Villafuerte López     | 159 196   | 1,73        | Não participou | Não participou |
| Ximena Peña Pacheco       | Patricio Barriga Jaramillo   | 142 304   | 1,54        | Não participou | Não participou |
| Guillermo Celi            | Verónica Sevilla Ledergerber | 84 364    | 0,92        | Não participou | Não participou |
| Juan Fernando Torres      | Ana María Salazar            | 75 859    | 0,82        | Não participou | Não participou |
| César Montúfar            | Julio Villacreses Guillém    | 57 597    | 0,62        | Não participou | Não participou |
| Gustavo Larrea Cabrera    | Alexandra Peralta Marín      | 36 957    | 0,40        | Não participou | Não participou |
| Carlos Sagnay             | Narda Ortiz Roa              | 26 174    | 0,28        | Não participou | Não participou |
| Giovanny Andrade Salvador | Katherine Mata Echeverría    | 20 525    | 0,22        | Não participou | Não participou |
| Paul Carrasco Carpio      | Frank Vargas Anda            | 19 689    | 0,21        | Não participou | Não participou |
| Total de votos válidos    |                              |           |             |                |                |
| Votos em branco           | Votos em branco              | 327 518   | 3,10        | 174 160        | 1,61           |
| Votos nulos               | Votos nulos                  | 1 007 743 | 9,55        | 1 758 196      | 16,25          |
| Total                     |                              |           |             |                |                |
| Abstenções                |                              |           |             |                |                |
| Eleitores aptos a votar   |                              |           |             |                |                |

Fonte: CNE